# Caixa Económica de Cabo Verde
La Caixa Económica de Cabo Verde (BVC: ISIN) és un servei bancari de Cap Verd. Fou fundada el 18 de maig de 1928 i té la seu a l'illa de Santiago.